# Schrot (Bindlach)
Schrot ist ein Gemeindeteil der Gemeinde Bindlach im Landkreis Bayreuth (Oberfranken, Bayern). Schrot liegt in der Gemarkung Benk. Seit Ende des 19. Jahrhunderts zählt die Einöde Hermannsthal zu dem Ort.

## Geografie
Der Weiler liegt eben auf freier Flur an einer Gemeindeverbindungsstraße, die nach Benk (0,9 km südlich) bzw. nach Doebitsch führt (0,9 km nördlich). Hermannsthal liegt 0,3 km östlich von Schrot am Benkerbach, einem linken Zufluss der Kronach und ist durch einen Anliegerweg zu erreichen, der von der Gemeindeverbindungsstraße abzweigt.

## Geschichte
Schrot wurde wie auch Hermannsthal in der ersten Hälfte des 19. Jahrhunderts auf dem Gemeindegebiet von Benk gegründet. Am 1. Januar 1978 wurde Schrot nach Bindlach eingemeindet.

### Einwohnerentwicklung
| Jahr      | 001871 | 001885 | 001900 | 001925 | 001950 | 001961 | 001970 | 001987 |
| Einwohner | *13    | 12     | 16     | 18     | 21     | 18     | 19     | 12     |
| Häuser    |        | 3      | 3      | 3      | 3      | 3      |        | 3      |
| Quelle    | [ 9 ]  | [ 10 ] | [ 11 ] | [ 12 ] | [ 13 ] | [ 14 ] | [ 15 ] | [ 1 ]  |

## Religion
Schrot ist evangelisch-lutherisch geprägt und nach St. Walburga (Benk) gepfarrt.